# Gary Panter
Gary Panter (* 1. Dezember 1950 in Durant, Oklahoma) ist ein US-amerikanischer Comiczeichner und Künstler.

## Leben und Werk
Gary Panter wurde als Sohn von Mel Panter geboren und wuchs in Brownsville, Texas auf. Beeinflusst von den Hobbymalereien seines indianischstämmigen Vaters und den im väterlichen Laden ausliegenden Comicheften erfasste Panter bereits im Kindesalter eine Leidenschaft für die amerikanische Bildkultur.
Seinen eigenen Durchbruch zum Comiczeichnen sowie seinen Ausbruch aus dem texanischen christlichen Fundamentalismus beschleunigte der Comix-Underground der 1960er Jahre, etwa Robert Crumbs Schaffen. Hinzu traten Experimente mit LSD im Jahre 1972. Bis 1974 absolvierte Panter ein Kunststudium an der East Texas State University. Im gleichen Jahr entwickelte er auch seinen später wohl bekanntesten Comic-Charakter, Jimbo. Das postapokalyptische Szenario der Jimbo-Comics enthält sowohl texanische wie auch japanische Elemente, was vielleicht erklärt, weshalb sich um Panter schon früh eine treue japanische Fangemeinde scharte. Jimbo-Folgen erschienen ab 1977 regelmäßig im Punk-Magazin "Slash" aus L.A., wo Panter inzwischen lebte. Eher zufällig übernahm der Zeichner zu dieser Zeit die Gestaltung von Plattencovern des Rockmusikers Frank Zappa. Engere Anbindung zur zeitgenössischen Musikszene bot dann die Kooperation mit der mysteriösen Undergroundband The Residents.
Panters Talent sprach sich bis zur US-Ostküste herum: er publizierte schließlich in Art Spiegelmans großformatigem Magazin RAW und wirkte dort mit an der Kreation der New-Wave-Ära des Comic, die Panter selbst aber lieber als „Postmoderne“ bezeichnet. Tatsächlich vermischen seine Arbeiten hochkulturelle Stile, wie den abstrakten Expressionismus und Art brut, mit Motiven und Techniken aus der Popkultur, wie z. B. 50er Jahre-Erwachsenencomics und billigen japanischen Horrorfilmen. Panter wurde bekannt für seine „bissige, abgerissene Linienführung“, seine plötzlichen Stilwechsel von Bild zu Bild und für eine in diesem Genre selten erreichte Expressivität.
In den 80er Jahren verantwortete Panter die Ausstattung der Pee-wee Herman TV-Show und gewann damit drei Emmys. Als Graphikdesigner arbeitete er für die Magazine Time, Rolling Stone und New Yorker. Starken Einfluss hatte er auf den Stil seines Freundes und Simpsons-Erfinder Matt Groening.
Seit über einem Jahrzehnt ist Panter mit Helene Silverman verheiratet, seit 1985 wohnt er mit seiner Familie in Brooklyn, wo er Augenzeuge des Anschlags auf das World Trade Center wurde.
Panter gilt heute als „King of Punk Art“ bzw. „König des Grotesken“, manchen gar als „wahrscheinlich einflussreichster Graphiker seiner Generation“. Inzwischen greift er in Arbeiten wie Jimbo in Purgatory (2004) oder Jimbo's Inferno (2006) auch Klassiker wie Dante, Boccaccio und Sophokles auf.

## Publikationen
- Jimbo's Inferno, Seattle 2006 ISBN 1560976918
- Satiro-Plastic: The Sketchbook of Gary Panter, Montréal 2005 ISBN 1896597866
- Jimbo in Purgatory, Seattle 2004 ISBN 1560975725
- Cola Madness, New York 2001 ISBN 097016260X
- Mit Charles Burns: Facetasm, San Francisco 1997 ISBN 1889539058
- Jimbo: Adventures in Paradise, New York 1988 ISBN 0394756398

## Auszeichnungen
- 1987: Daytime Emmy Award - Production Design für Pee Wee's Playhouse
- 2000: Chrysler Design Award